# Phigys solitarius
Phigys solitarius là một loài chim trong họ Psittaculidae.
Đây là loài duy nhất trong chi Phigys. Nó là loài đặc hữu của đảo Fiji. Đây là loài chim rừng nhiệt đới chim Fiji duy nhất thích ứng với cảnh quan đô thị và có thể được tìm thấy trong đô thị Suva. Dài 20 cm (8 in), nó có phần dưới màu đỏ tươi và khuôn mặt với một chỏm đầu màu tím và trên lưng màu xanh lục. Chim trống và chim mái đều giống nhau ở bộ lông, mặc dù chim mái có chỏm đầu màu nhạt hơn.